# Pouilly (Mozela)
Pouilly – miejscowość i gmina we Francji, w regionie Grand Est, w departamencie Mozela.
Według danych na rok 1990 gminę zamieszkiwały 802 osoby, a gęstość zaludnienia wynosiła 157 osób/km² (wśród 2335 gmin Lotaryngii Pouilly plasuje się na 438. miejscu pod względem liczby ludności, natomiast pod względem powierzchni na miejscu 1001.).